# نريدة

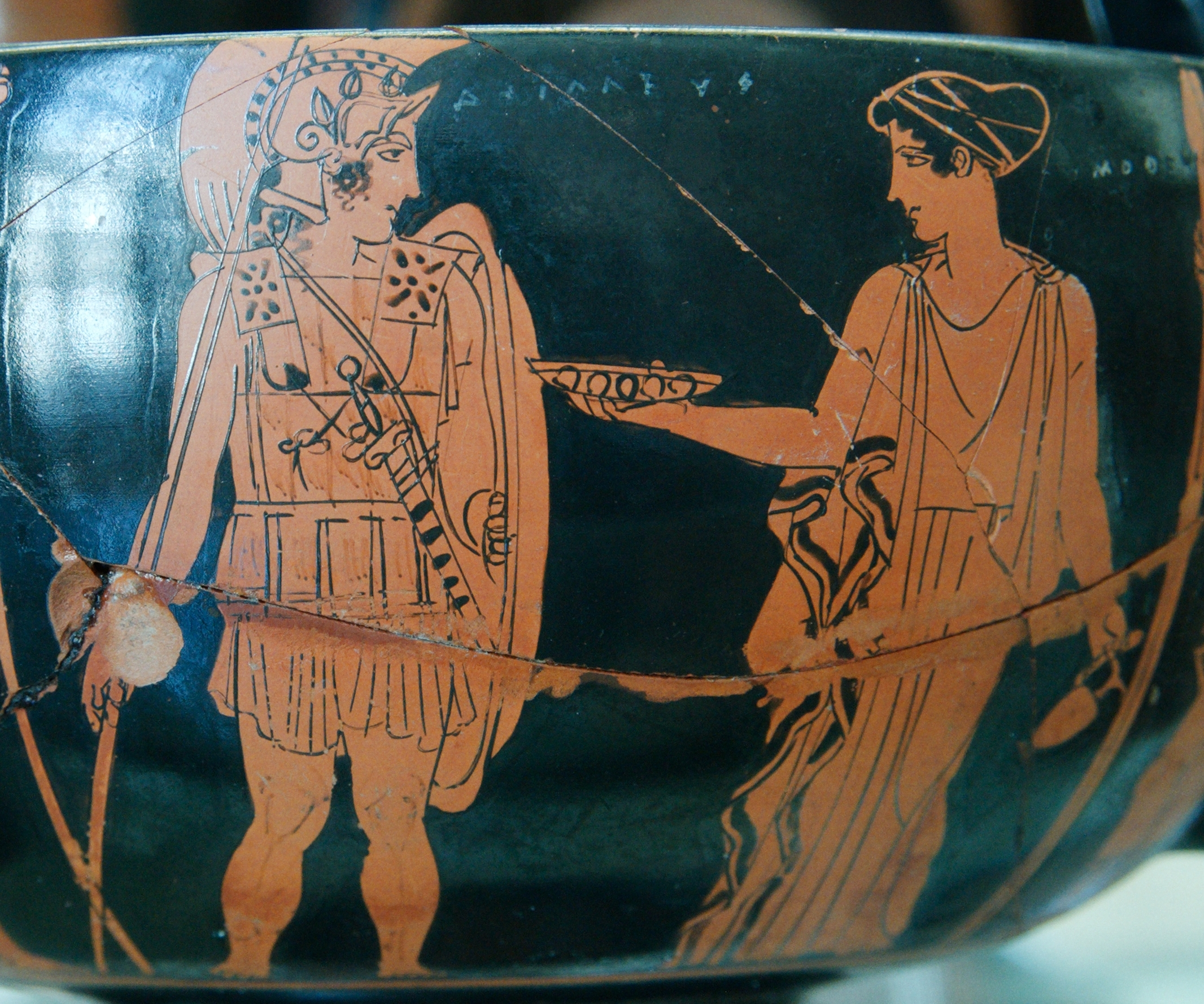
رحيل أخيل

النَّريدات (مفرده: نَريدة) (بالإغريقية: Νηρηΐδες)‏ أو بنت البحر أو عروس البحر في الأساطير الإغريقية هنّ حوريات بحر عددهن 50، وهنّ بنات نيريوس ودوريس. النريدات لطيفات ويساعدن البحارة عندما يواجهون العواصف، خاصة في بحر إيجة حيث سكنّ مع والدهن في الأعماق في كهف فضي. أهم النريدات هي ثتيس زوجة بليوس وأم آخيل

## في الميثولوجيا
ترمز كل نريدة إلى كل ما هو جميل ولطيف في البحر. غنت أصواتهم الرحيمة وهم يرقصون حول والدهم. يتم تمثيلهن على أنهن فتيات جميلات للغاية، متوجات بفروع من المرجان الأحمر ويرتدين أردية حريرية بيضاء مزينة بالذهب، ولكنهن يمشين حفاة. كانوا جزءًا من حاشية بوسيدون وحملوا رمح ثلاثي الشعب.

ترتبط هذه الحوريات بشكل خاص ببحر إيجه، حيث سكنوا مع والدهم نيريوس في الأعماق داخل قصر ذهبي. أبرزهم ثيتيس، زوجة بيليوس وأم أخيل ؛ أمفيتريت، زوجة بوسيدون وأم تريتون ؛ Galatea، مصلحة الحب العبثية لـ Cyclops Polyphemus، وأخيرًا Psamathe التي أصبحت والدة Phocus من قبل الملك Aeacus من أجانيطس، و Theoclymenus و Theonoe من Proteus، إله البحر أو ملك مصر.

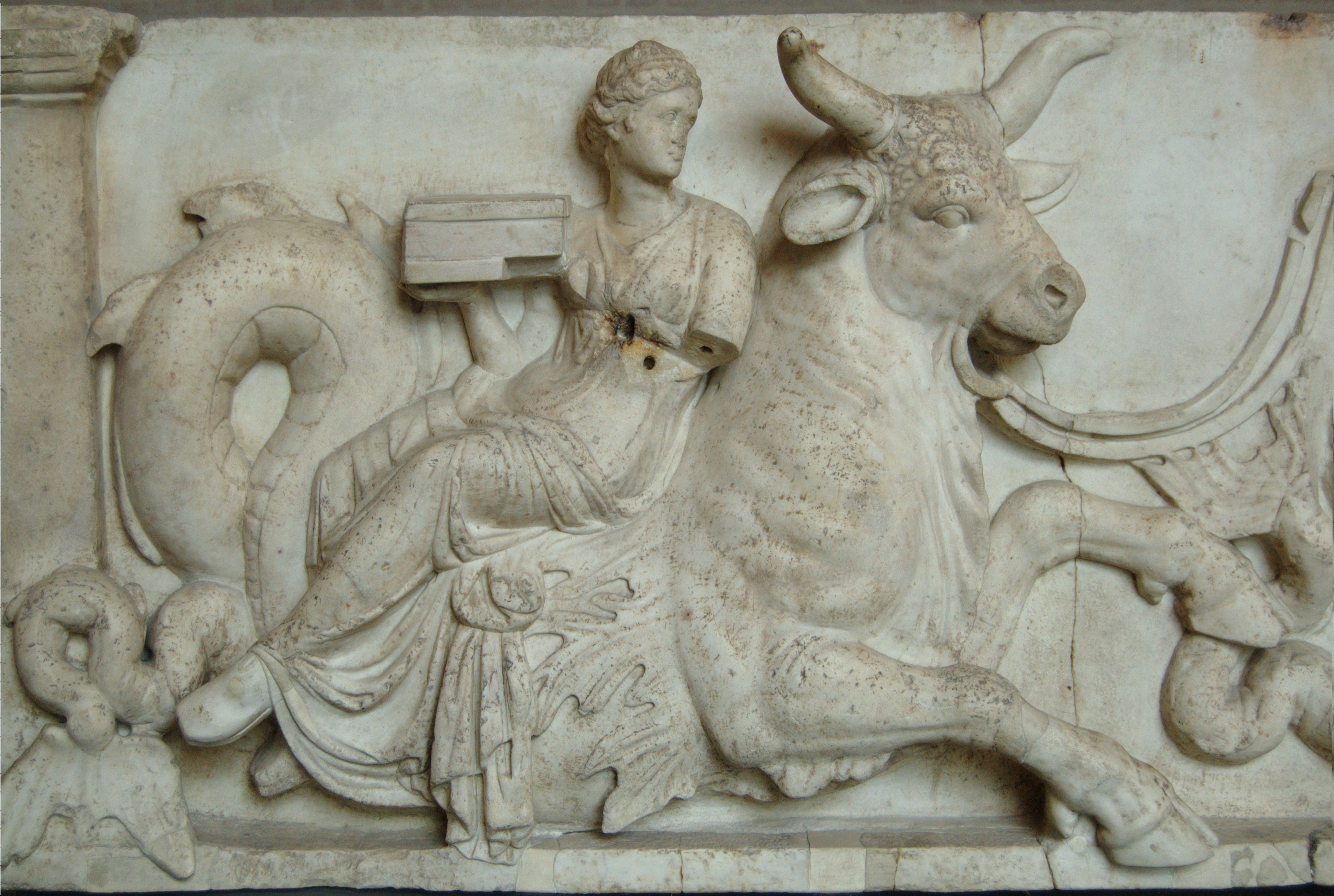
نيريد يركب ثورًا بحريًا (القرن الثاني قبل الميلاد)

في إلياذة هوميروس الجزء الثامن عشر، عندما صرخت ثيتيس تعاطفًا مع حزن أخيل على المقتول باتروكلس، ظهرت أخواتها. كان أربعة من أشقائها، سيمودوس، ثاليا، نيسيي وسبيو أيضًا من بين الحوريات في قطار القورينا. في وقت لاحق، تمكن هؤلاء الأربعة مع أخواتهم الأخريات ثيتيس وميليت وبانوبيا من مساعدة البطل إينياس وطاقمه أثناء عاصفة.
في إحدى الروايات، تفاخرت كاسيوبيا بأن ابنتها أندروميدا كانت أجمل من نيريدس، الذين أغضبهم هذا الادعاء. وتعاطفًا معهم، أرسل بوسيدون فيضانًا ووحشًا بحريًا إلى أرض الإثيوبيين، طالبًا كذلك بتضحية الأميرة. كما قيل أن آلهة البحر هذه كشفت للرجال أسرار ديونيسوس وبيرسيفوني.